# Nerosubianco
Pour les articles homonymes, voir Attraction.
Pour plus de détails, voir Fiche technique et Distribution.
Nerosubianco, parfois stylisé nEROSubianco et également connu sous le titre Attraction, est un film dramatique italien réalisé par Tinto Brass et sorti en 1968.

## Synopsis
Barbara (Anita Sanders) a accompagné son mari Paolo (Nino Segurini) à Londres. Il la laisse à Hyde Park pour ses transactions commerciales et Barbara commence à faire du tourisme, se rendant vite compte qu'un homme afro-américain (Terry Carter) l'attire. Elle y voit l'occasion d'une aventure dans un monde nouveau et, à mesure que ses observations se mêlent à ses fantasmes, elle commence à s'interroger sur sa propre vie.

## Fiche technique
- Titre original italien : Nerosubianco[1]
- Titre français : Nerosubianco ou Attraction[2]
- Réalisation : Tinto Brass
- Scenario : Tinto Brass, Francesco Longo (it), Giancarlo Fusco (it)
- Photographie : Silvano Ippoliti (it)
- Montage : Tinto Brass
- Musique : Freedom (en)
- Décors : Peter Murray
- Costumes : Giuliana Serano, Piero Gherardi
- Production : Dino De Laurentiis
- Société de production : Lion Film
- Pays de production :  Italie
- Langue originale : Italien
- Format : Couleurs par Eastmancolor - 1,85:1 - Son mono - 35 mm
- Durée : 85 minutes
- Genre : Comédie  érotique
- Dates de sortie :
  - France : mai 1968 (Festival de Cannes 1968) ; 11 février 1976 (Nord)[2]
  - Italie : 26 février 1969

## Distribution
- Anita Sanders : Barbara
- Terry Carter : l'Américain
- Nino Segurini : Paolo
- Umberto Di Grazia
- Tinto Brass : le gynécologue
- Le groupe Freedom (en) : le chœur

## Production
Le tournage de Nerosubianco commence en octobre 1967 et la première a lieu au Festival de Cannes 1968. Le film sort en salles italiennes le 26 février 1969.